# 愛知県道65号一宮蟹江線
愛知県道65号一宮蟹江線（あいちけんどう65ごう いちのみやかにえせん）は、愛知県一宮市と海部郡蟹江町を結ぶ県道である。稲沢市市役所交差点から終点までは西尾張中央道の一部となっている。

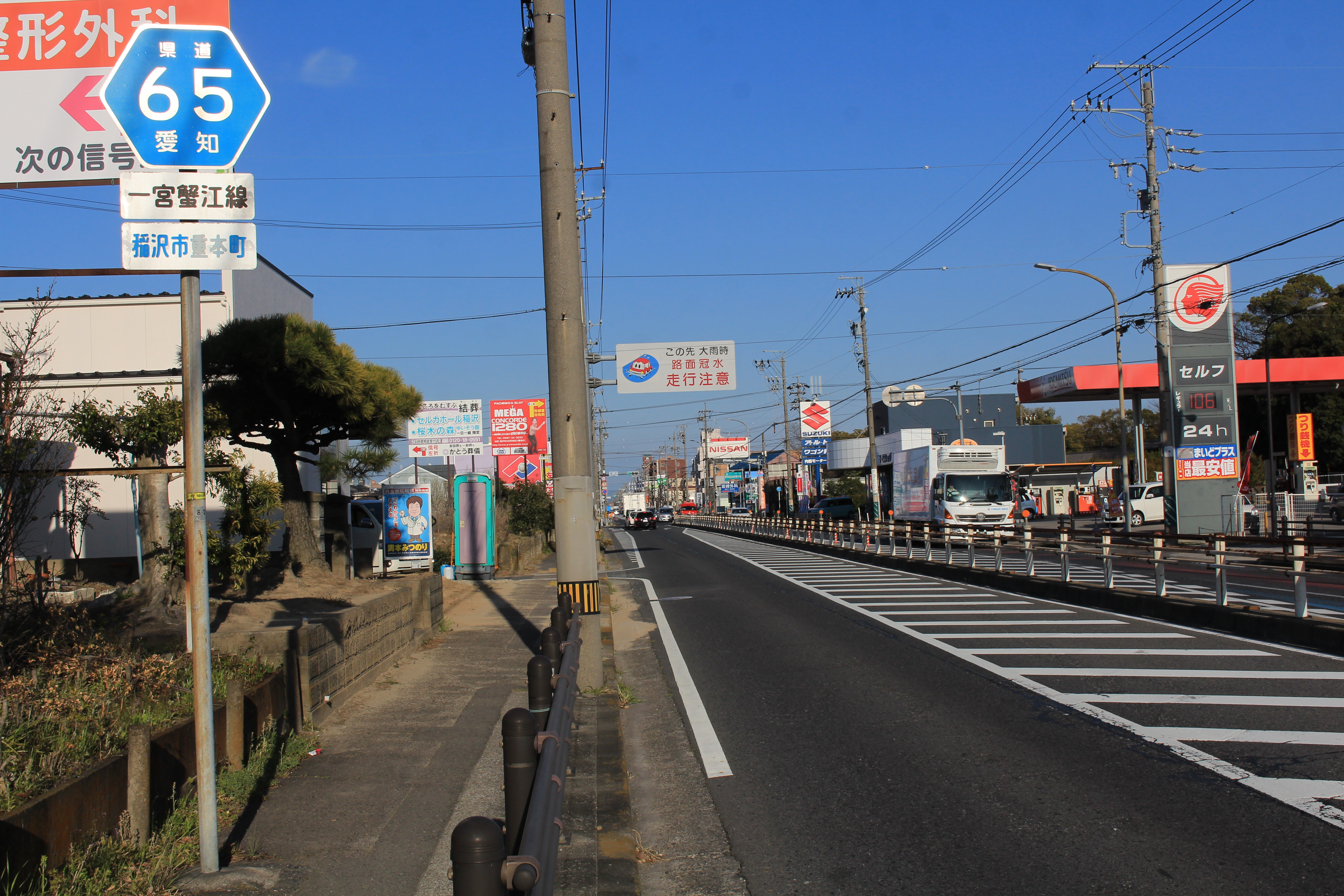
愛知県道65号一宮蟹江線、稲沢市重本町にて

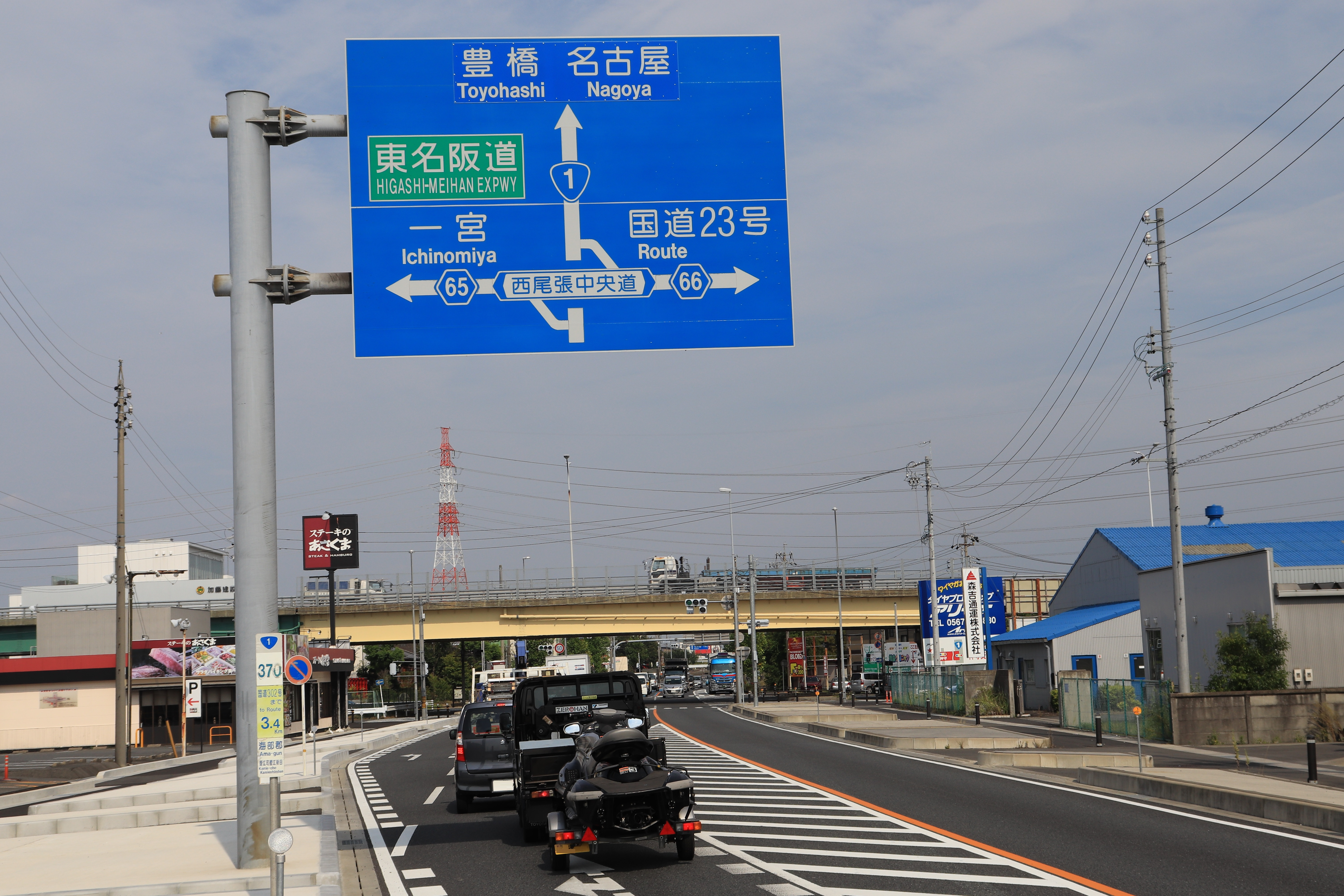
国道1号と西尾張中央道との「芝切」交差点、左の北側が愛知県道65号一宮蟹江線（終点）、右の南側が愛知県道66号蟹江飛島線（起点の一つ）、海部郡蟹江町にて

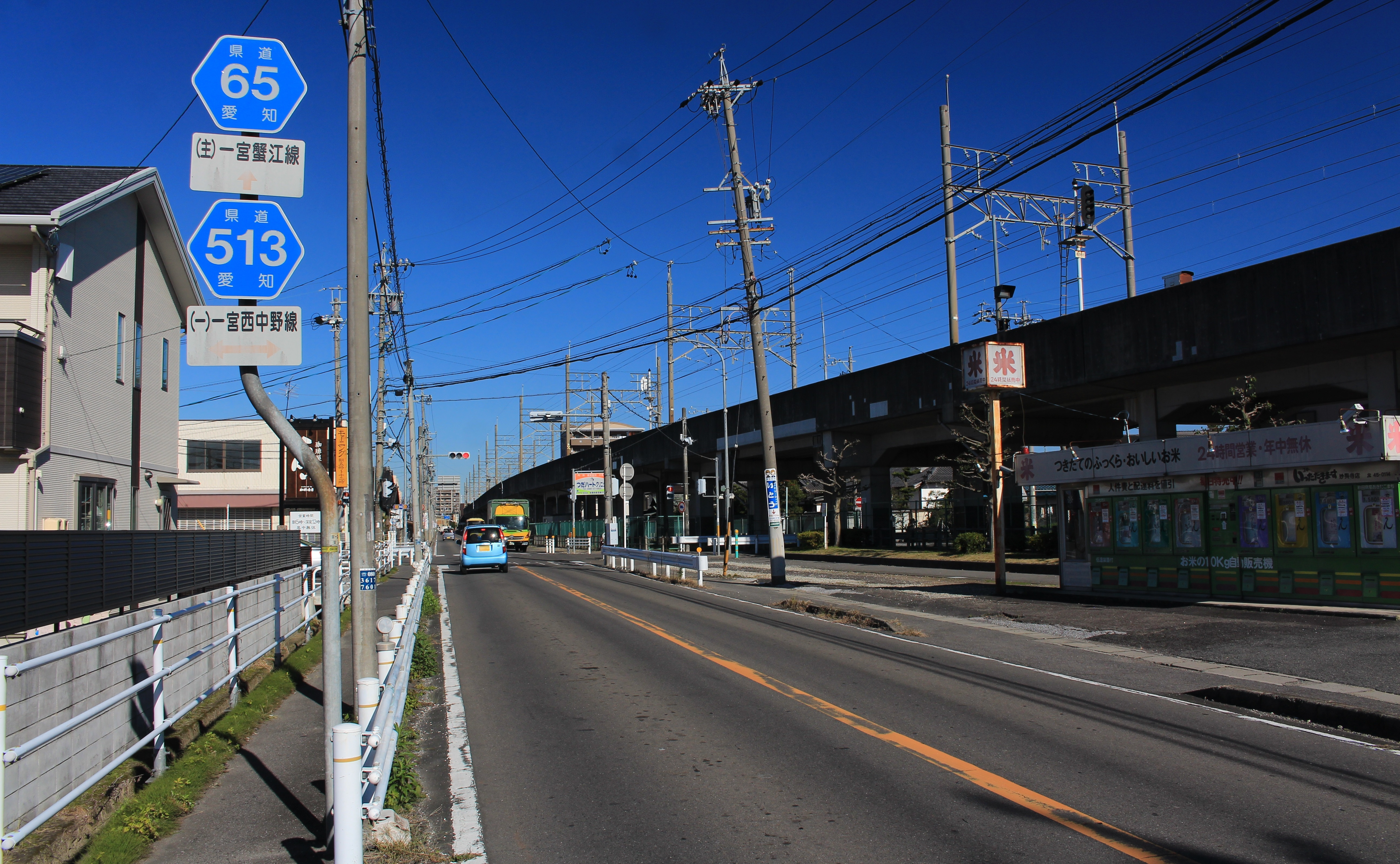
愛知県道513号一宮西中野線との徳法寺浦東交差点、一宮市大和町妙興寺にて

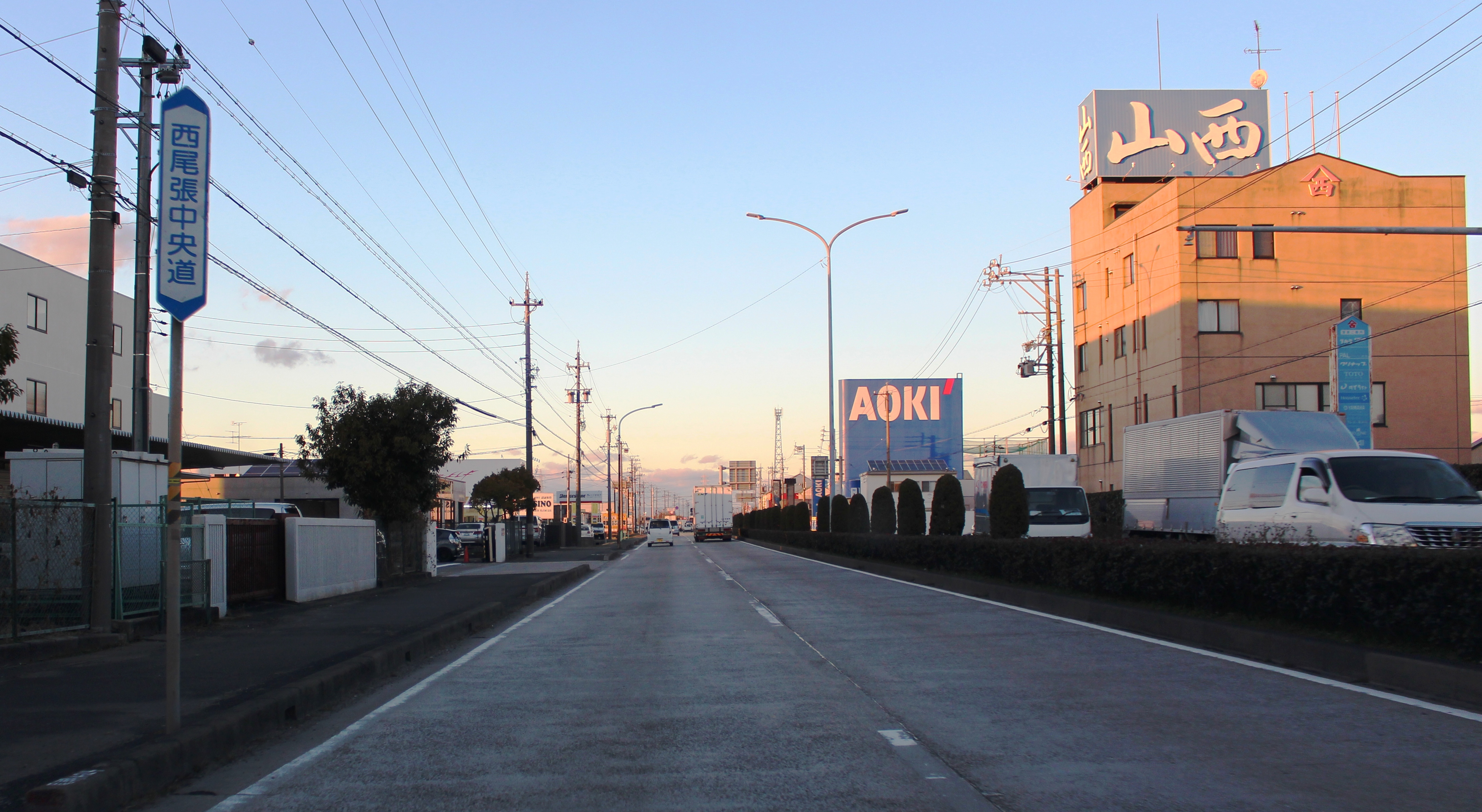
西尾張中央道、津島市蛭間町にて

## 概要

### 路線データ
- 起点：愛知県一宮市公園通3丁目（裁判所交差点：愛知県道190号名古屋一宮線交点）
- 終点：愛知県海部郡蟹江町蟹江新田（芝切交差点：国道1号・愛知県道66号蟹江飛島線交点）
- 総延長：約21.2 km

## 歴史
- 1956年4月14日：認定

## 通過する自治体
- 愛知県
  - 一宮市 - 稲沢市 - あま市 - 津島市 - 海部郡蟹江町

## 重複区間
- 愛知県道136号一宮清須線（稲沢市内）

## 主な交差道路
- 愛知県道190号名古屋一宮線（岐阜街道、鮎鮨街道）（裁判所交差点）
- 愛知県道513号一宮西中野線（徳法寺浦東交差点）
- 愛知県道62号春日井稲沢線・愛知県道139号須成七宝稲沢線（高御堂交差点）
- 愛知県道136号一宮清須線（美濃街道）（高御堂交差点 - 小沢4丁目交差点で重複）
- 愛知県道14号岐阜稲沢線（西尾張中央道）・愛知県道133号稲沢祖父江線（市役所交差点）
- 愛知県道67号名古屋祖父江線（梅須賀交差点）
- 尾張サイクリングロード
- 愛知県道128号給父清須線（福島交差点）
- 愛知県道126号給父西枇杷島線（丹波交差点）
- 愛知県道79号あま愛西線（甚目寺街道）（蛭間町新田交差点）
- 愛知県道68号名古屋津島線（佐屋街道）（神守町交差点）
- 愛知県道115号津島七宝名古屋線（神尾町交差点）
- 愛知県道40号名古屋蟹江弥富線（川並交差点）
- 東名阪自動車道
  - 蟹江インターチェンジ
- 愛知県道114号津島蟹江線（蟹江町平安地内で立体交差、接続無し）
- 愛知県道29号弥富名古屋線（学戸交差点）
- 国道1号（芝切交差点、オーバーパス有り）
- 愛知県道66号蟹江飛島線（西尾張中央道）（芝切交差点、継承）

## 別名
- 西尾張中央道（蟹江町、津島市、あま市、稲沢市）
- 南大通り（稲沢市）
- 北園通り（一宮市）

## 交差する鉄道
- JR東海道本線（鉄道高架）
- 名鉄名古屋本線（鉄道高架）
- JR東海道新幹線（鉄道高架）
- 名鉄津島線（跨線橋）
- JR関西本線（西之森高架橋）
- 近鉄名古屋線（蟹江高架橋）

## 沿線
- ピアゴパワー妙興寺店
- 一宮市博物館
- 名古屋文理大学
- 稲沢市役所
- 稲沢市陸上競技場
- ヤマナカ神守店
- 津島市生涯学習センター
- 海部地区休日診療所
- CBCハウジング蟹江インター住まいの公園（住宅展示場）
- ピアゴ蟹江店
- 蟹江町役場